# Борчани
Борчани (словац. Borčany, угор. Borcsány) — село, громада в окрузі Бановці-над-Бебравою, Тренчинський край, Словаччина. Кадастрова площа громади — 3,11 км². Населення — 257 осіб (за оцінкою на 31 грудня 2017 р.).

## Географія
Протікає річка Вішньова.

## Населення
| Рік:            | 1994. | 2004.   | 2014.   | 2024.   |
| --------------- | ----- | ------- | ------- | ------- |
| Кількість осіб: | 259   | 258     | 251     | 265     |
| Різниця:        |       | -0,38 % | -2,71 % | +5,57 % |

| Рік:            | 2023. | 2024.   |
| --------------- | ----- | ------- |
| Кількість осіб: | 270   | 265     |
| Різниця:        |       | -1,85 % |